# Zelotes yinae
Zelotes yinae är en spindelart som beskrevs av Norman I. Platnick och Song 1986. Zelotes yinae ingår i släktet Zelotes och familjen plattbuksspindlar. Inga underarter finns listade i Catalogue of Life.